# کف‌بری
کف‌بری درختان (به انگلیسی: Coppicing) یک روش سنتی مدیریت جنگل است که از ظرفیت بسیاری از گونه‌های درختان برای بیرون آوردن شاخه‌های جدید از کنده یا ریشه آنها در صورت قطع استفاده می‌کند. به یک تنه بریده‌شده کنده می‌گویند، ساقه‌های درختان جوان بارها و بارها تا نزدیک سطح زمین بریده می‌شوند و در نتیجه کنده ایجاد می‌شود. رشد جدید پدیدار می‌شود و پس از چند سال، درخت کنده‌دار برداشت می‌شود و چرخه از نو آغاز می‌شود. گرده‌زنی فرایند مشابهی است که در سطوح بالاتر روی درخت انجام می‌شود تا از خوردن شاخه‌های جدید جانوران چرا جلوگیری شود. دایسوگی (台杉، جایی که سوگی به سرو ژاپنی اشاره دارد)، یک تکنیک ژاپنی مشابه است.